# Ахатлар
Ахатлар (гръцки: Μικροχώρι, катаревуса: Μικροχώριον, Микрохорион, до 1926 година: Αχατλάρ, Ахатлар) е бивше село в Гърция, в дем Кушница, област Източна Македония и Тракия.

## География
Селото е разположено на 340 m надморска височина в южните поли на Кушница (Пангео), северозападно над Исирли (Платанотопос).

## История

### В Османската империя
В селото е оцелял Ахатларският акведукт или Воденичният мост (на гръцки: Γεφύρι στο Μύλο, Γεφύρι Αχατλάρ) - стар каменен акведукт.
В началото на XX век селото е изцяло турско селище в Правищката кааза на Османската империя. Съгласно статистиката на Васил Кънчов („Македония. Етнография и статистика“) към 1900 година Атлар е изцяло турско селище с 80 жители.

### В Гърция
След Междусъюзническата война в 1913 година селото попада в Гърция. При обмена на население между Турция и Гърция през 20-те години жителите на Ахатлар емигрират в Турция и на тяхно място са заселени гърци бежанци. Според статистиката от 1928 година селото е изцяло бежанско с 35 семейства и 138 жители общо. В 1926 година името на селото е сменено на Микрохори.
Селото се разпада по време на Гражданската война в Гърция (1946 - 1949).
| Година    | 1913 | 1920 | 1928 | 1940 | 1951 | 1961 | 1971 | 1981 | 1991 | 2001 | 2011 | 2021 |
| --------- | ---- | ---- | ---- | ---- | ---- | ---- | ---- | ---- | ---- | ---- | ---- | ---- |
| Население | 149  | 137  | 144  | 230  |      |      |      |      |      |      |      |      |